# Smutna Przełęcz
Smutna Przełęcz (słow. Smutné sedlo) – położona na wysokości 1963 m n.p.m. przełęcz w słowackich Tatrach Zachodnich. Znajduje się w grani głównej, pomiędzy Rohaczem Płaczliwym (2125 m) a Przednią Kopą (pierwszy ze szczytów Trzech Kop, 2136 m). Z przełęczy widoki na dwa zaskakująco odmienne krajobrazy.

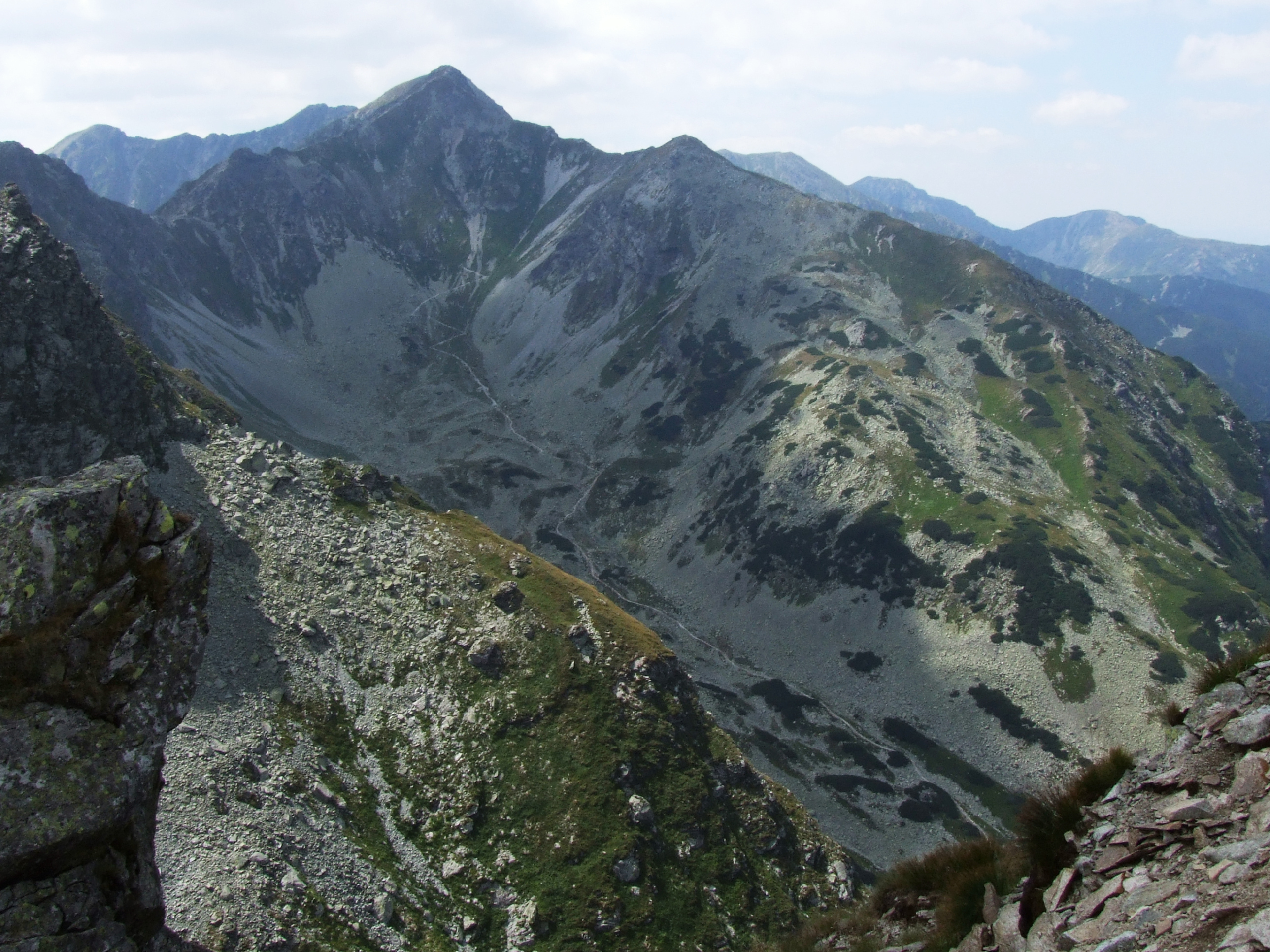
Smutna Przełęcz u góry, na lewo od ostrego szczytu Przedniej Kopy; tuż na prawo i ponad przełęczą – Smutna Kopka

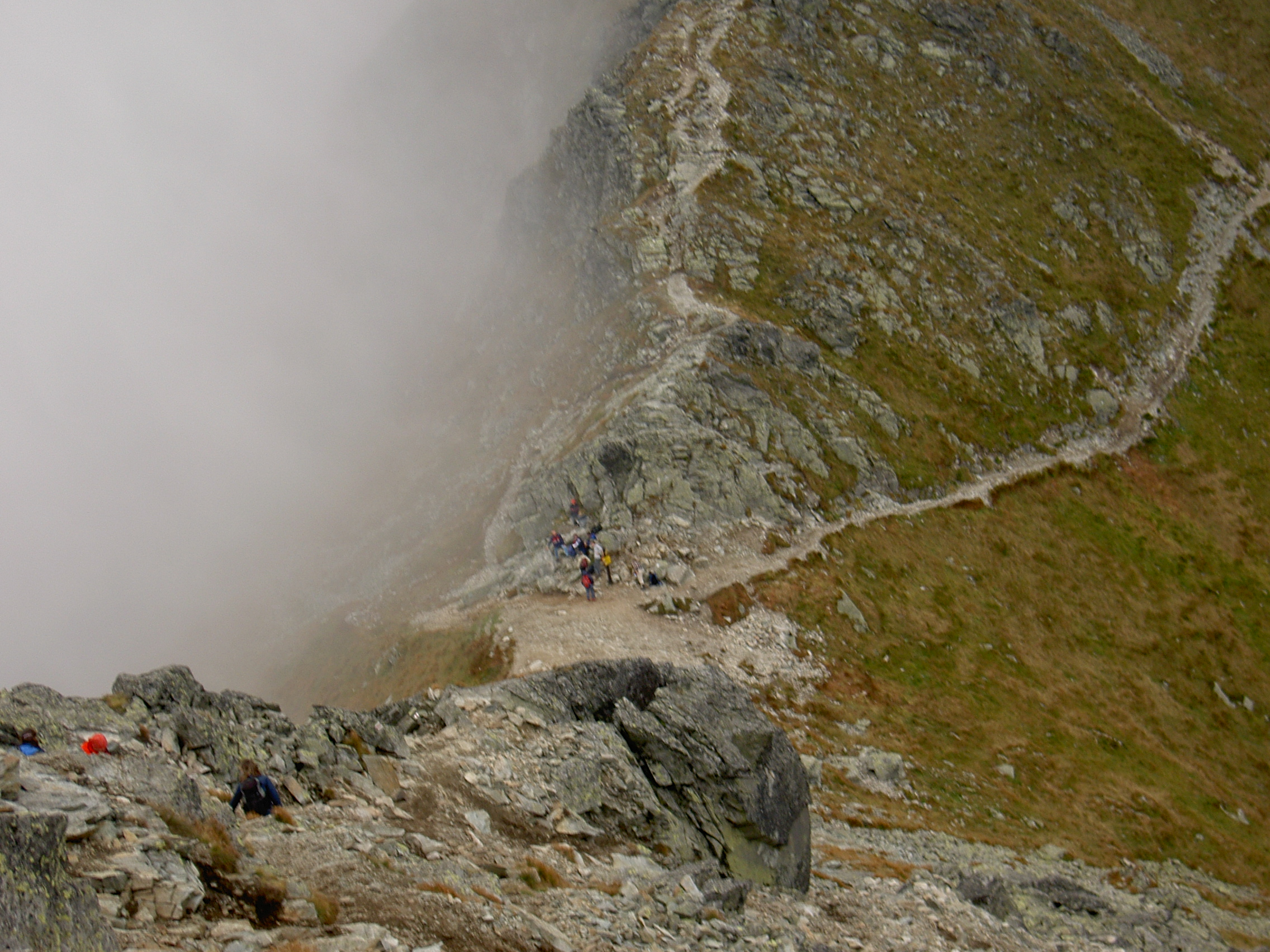
Smutna Przełęcz

Po północnej stronie zbocza grani opadają do ciemnego, zawalonego granitowym gruzowiskiem kotła lodowcowego Doliny Smutnej, ograniczonej od wschodu stromymi ścianami Rohaczy. Jest to obszar prawdziwie alpejski, niemal pozbawiony roślin. W południowym kierunku widok na rozległą i zieloną, bo porośniętą lasem, kosówką lub trawami Dolinę Żarską ze Schroniskiem Żarskim. Na horyzoncie Niżne Tatry, w dole Liptów. W przeszłości przełęcz ta używana była jako przejście z Liptowa do Doliny Rohackiej. Obecnie jest ważnym węzłem szlaków turystycznych. Pierwsze wejście zimowe: Mariusz Zaruski z towarzyszami w 1911 r. (zobacz opis).
Po wschodniej stronie przełęczy w południowym kierunku, do Doliny Żarskiej opada niewielki grzbiet Pośredniego Gronia, przez który prowadzi szlak turystyczny. Grzbiet ten rozdziela od siebie dwie znajdujące się pod przełęczą odnogi doliny: Wielkie Zawraty i Małe Zawraty z niewielkim Żarskim Stawkiem (Stawkiem pod Żarską Przełęczą).
Tuż powyżej przełęczy, w południowo-wschodniej grani Skrajnej Kopy, a naprzeciwko Zielonego Wierchu Rohackiego, znajdują się niewybitne, ale dość wyraźnie zarysowane Smutne Turniczki. Zimą ze Smutnej Przełęczy, szczególnie do Doliny Smutnej często schodzą duże lawiny i zdarzały się tutaj wypadki.

## Szlaki turystyczne
– czerwony szlak prowadzący główną granią od Banikowskiej Przełęczy przez Banówkę, Hrubą Kopę i Trzy Kopy na Smutną Przełęcz, stąd przez Rohacze na Jamnicką Przełęcz.
- Czas przejścia z Banówki na Smutną Przełęcz: 2 h, z powrotem tyle samo
- Czas przejścia ze Smutnej Przełęczy na Jamnicką Przełęcz: 2:30 h, z powrotem 2:15 h

  – niebieski szlak od Bufetu Rohackiego przez Dolinę Smutną na Smutną Przełęcz i dalej na południe przez Pośredni Groń do Schroniska Żarskiego i dalej do wylotu Doliny Żarskiej.
- Czas przejścia od bufetu na przełęcz: 2:10 h, ↓ 1:30 h
- Czas przejścia z przełęczy do schroniska: 1:10 h, ↑ 2 h.